# ورزشگاه کرستوفسکی
ورزشگاه کرستوفسکی (روسی: Стадион «Крестовский») یا گازپروم آرنا یک ورزشگاه فوتبال در شهر سن پترزبورگ، روسیه است.
ساخت این ورزشگاه در سال ۲۰۰۷ شروع و در سال ۲۰۱۷ افتتاح شده است، ورزشگاه کرستوفسکی ۶۸٬۱۳۴ نفر ظرفیت دارد.
ورزشگاه کرستوفسکی میزبان فینال جام کنفدراسیون‌ها ۲۰۱۷ بوده است.

## جام جهانی فوتبال ۲۰۱۸ و مسابقات europe 2020
| تاریخ         | ساعت  | تیم #۱ | نتیجه | تیم #۲    | مرحله                            | تماشاگران |
| ------------- | ----- | ------ | ----- | --------- | -------------------------------- | --------- |
| ۱۵ ژوئن ۲۰۱۸  | ۱۸:۰۰ | مراکش  | ۰–۱   | ایران     | گروه B                           | ۶۲٬۵۴۸    |
| ۱۹ ژوئن ۲۰۱۸  | ۲۱:۰۰ | روسیه  | ۳–۱   | مصر       | گروه A                           | ۶۴٬۴۶۸    |
| ۲۲ ژوئن ۲۰۱۸  | ۱۵:۰۰ | برزیل  | ۲–۰   | کاستاریکا | گروه E                           | ۶۴٬۴۶۸    |
| ۲۶ ژوئن ۲۰۱۸  | ۲۱:۰۰ | نیجریه | ۱–۲   | آرژانتین  | گروه D                           | ۶۴٬۴۶۸    |
| ۳ ژوئیه ۲۰۱۸  | ۱۷:۰۰ | سوئد   | ۱–۰   | سوئیس     | مرحله حذفی جام جهانی فوتبال ۲۰۱۸ | ۶۴٬۰۴۲    |
| ۱۰ ژوئیه ۲۰۱۸ | ۲۱:۰۰ | فرانسه | ۱–۰   | بلژیک     | نیمه نهایی                       | ۶۴٬۲۸۶    |
| ۱۴ ژوئیه ۲۰۱۸ | ۱۷:۰۰ | بلژیک  | ۲–۰   | انگلستان  | رده‌بندی (کسب مقام سوم)           | ۶۴٬۴۰۶    |

| تاریخ        | ساعت وقت محلی | تیم #1 | نتیجه                     | تیم #2    | مرحله          | تعداد تماشاچی |
| ------------ | ------------- | ------ | ------------------------- | --------- | -------------- | ------------- |
| 12 June 2021 | 21:00         | بلژیک  | 3–0                       | روسیه     | گروه B         | 26,264        |
| 14 June 2021 | 18:00         | لهستان | 1–2                       | اسلواکی   | گروه E         | 12,862        |
| 16 June 2021 | 15:00         | فنلاند | 0–1                       | روسیه     | گروه B         | 24,540        |
| 18 June 2021 | 15:00         | سوئد   | 1–0                       | اسلواکی   | گروه E         | 11,525        |
| 21 June 2021 | 21:00         | فنلاند | 0–2                       | بلژیک     | گروه B         | 18,545        |
| 23 June 2021 | 18:00         | سوئد   | 3–2                       | لهستان    | گروه E         | 14,252        |
| 2 July 2021  | 19:00         | سوئیس  | 1–1 (و.ا.) (1–3 پ) پنالتی | 🇪🇸اسپانیا | یک چهارم نهایی |               |